# Les enfants de nulle part
Les enfants de nulle part (Órfãos da Terra) est une telenovela brésilienne produite et diffusée entre le 2 avril 2019 et le 27 septembre 2019 sur TV Globo.
En France d'outre-mer, le feuilleton a été remonté en 90 épisodes de 45 minutes et diffusée entre le 28 juillet 2020 et le 30 novembre 2020 sur le réseau La 1ère.

## Synopsis
"Les enfants de nulle part" raconte une belle histoire d’amour dans le contexte actuel des réfugiés du monde entier.
Laila est une jeune et belle Syrienne contrainte d’épouser un puissant cheikh dans l’espoir d’avoir assez d’argent pour sauver la vie de son petit frère, victime d’un attentat terroriste. Cependant, le plan change lorsque le garçon succombe à ses blessures. Laila et sa famille fuient alors la ville pour commencer une nouvelle vie dans des contrées lointaines.
Furieux d’avoir été abandonné, le cheikh envoie Jamil, son homme de main à la recherche de Laila. Ce dernier était loin d’imaginer qu’il désobéirait au Cheick et qu’il tomberait plutôt follement amoureux d’elle.
Cet amour interdit est mis à l’épreuve lorsque la fille du cheikh décide de se venger après la mort mystérieuse de son père.

## Distribution
| Acteur/Actrice      | Personnage                                   |
| ------------------- | -------------------------------------------- |
| Julia Dalavia       | Laila Faiek                                  |
| Renato Góes         | Jammil Zarif                                 |
| Alice Wegmann       | Dalila Abdallah                              |
| Carmo Dalla Vecchia | Paul Abbás                                   |
| Rodrigo Simas       | Bruno Monte Castelli                         |
| Anajú Dorigon       | Camila Nasser                                |
| Kaysar Dadour       | Fauze                                        |
| Emanuelle Araújo    | Zuleika Nasser                               |
| Danton Mello        | Antonio Carlos Almeida (Delegado Almeidinha) |
| Bia Arantes         | Valéria Augusta                              |
| Guilherme Fontes    | Norberto Monte Castelli                      |
| Leona Cavalli       | Teresa Monte Castelli                        |
| Ana Cecília Costa   | Missade Faiek                                |
| Marco Ricca         | Elias Faiek                                  |
| Carol Castro        | Dr Helena Torquato                           |
| Eliane Giardini     | Rânia Anssarah Nasser                        |
| Paulo Betti         | Miguel Nasser                                |
| Bruno Cabrerizo     | Hussein Zarif                                |
| Allan Souza Lima    | Youssef Abdallah                             |
| Veronica Debom      | Sara Roth Fischer / Maria                    |
| Marcelo Médici      | Abner Blum                                   |
| Mouhamed Harfouch   | Ali Al Aud                                   |
| Luana Martau        | Latifa                                       |
| André Coimbra       | Père Zoran                                   |
| Simone Gutierrez    | Aline Nasser Batista                         |
| Guilhermina Libanio | Cibele Nasser                                |
| Filipe Bragança     | Benjamin Nasser Batista                      |
| Glicério do Rosário | Caetano Batista                              |
| Nicette Bruno       | Ester Blum                                   |
| Osmar Prado         | Bóris Fischer                                |
| Betty Gofman        | Eva Roth Fischer                             |
| Flávio Migliaccio   | Mamede Al Aud                                |
| Paula Burlamaqui    | Dr Letícia Monteiro                          |
| Eduardo Mossri      | Dr Faruq Murad                               |
| Vitor Thiré         | Davi Roth Fischer                            |
| Blaise Musipere     | Jean-Baptiste                                |
| Eli Ferreira        | Marie Patchou                                |
| Ana Guasque         | Mágida Hadi                                  |
| Lola Fanucchi       | Muna Al Aud                                  |
| Leandro Firmino     | Détective Tomás                              |
| Luciano Salles      | Dr Rogério Pessoa                            |
| Darília Oliveira    | Aida Abdallah                                |
| Yasmin Garcez       | Fairouz Abdallah                             |
| Cristiane Amorim    | Santinha                                     |
| Gabi Costa          | Nazira Murad                                 |
| Rafael Sun          | Arthur Nasser Batista (Arthurzinho)          |
| Letícia Carnaval    | Yasmin Hadi / Yasmin Nasser Batista          |
| Sophia Roffe        | Hadije                                       |
| Max Lima            | Martim                                       |

## Version française
La version française est assurée par Studio Plug-in au Maroc.
Avec les voix d'Olivier Mutelet, Nawal Lemrini, Sophie Pastrana, Fanny Dalmau, Adrien Caminada, David Benezra, Emmanuelle Brindel, Farida Hamou, Antoine Pinault, Mouna Belgrini, Xavier Becker, Fatine Benkirane, Hamza Touijri, Michael Paolinetti, Anna Fhima, Claire Staub, Jean-Albert Margaine, Cécile Snaiki, Mounia Bennis, Nicolas Reydet, Maria Kirane, Corinne Troisi, Brahim Bihi, Letizia Costantini, Brigitte Malcuit, Anne-Lise Auclair, Helene Tran, Jalil El Jaouhari, Eric Cuvelier, Odile Roehrig, Alex Pinault, Eulalie Rodot, Cyan Mortimer, Jean-Noël Bardy, Guillaume Escaffre, Christophe Cerino, Gabriel Delmas, Paul Nguyen, Thomas Aymar, Abdou Bennani, Narimène Bendjaballah et Stanislas Roehrig.

## Diffusion
- Rede Globo (2019)
- La 1ère (2020)

### Sources
- (pt) Cet article est partiellement ou en totalité issu de l’article de Wikipédia en portugais intitulé « Órfãos da Terra » (voir la liste des auteurs).